# Mateo Garralda
Mateo Jesús Garralda Larumbe (Burlada, 1º dicembre 1969) è un ex pallamanista e allenatore di pallamano spagnolo, allenatore dell'Albatro Siracusa.

## Palmarès

### Olimpiadi
- 2 medaglie:
  - 2 bronzi (Atlanta 1996; Sydney 2000)

### Mondiali
- 1 medaglia:
  - 1 oro (Tunisia 2005)

### Europei
- 4 medaglie:
  - 3 argenti (Spagna 1996; Italia 1998; Svizzera 2006)
  - 1 bronzo (Croazia 2000)